# Albert Petrak
Albert M. Petrak (* 1926; † 8. Januar 2014) war ein US-amerikanischer Hörfunkmoderator.

## Leben
Petrak diente in der US Navy und arbeitete dann in einem Schallplattenladen. Seine erste Anstellung beim Radio hatte er bei KYW-FM (heute WMJI) einem Sender von Westinghouse Broadcasting, der Rundfunkabteilung der Westinghouse Electric Corporation, wo er als einziger Ansager arbeitete. 1972 debütierte er beim Sender WCLV, für den er später bis 2003 arbeitete. Zunächst wechselte er jedoch zu WQED in Pittsburgh, wo er ein Jahr blieb, dann zu WITF in Harrisburg, Pennsylvania, und schließlich zu einem Sender für klassische Musik in New York, der von der Episcopal Church betrieben wurde. 
Prägend wurde Petrak für den Sender WCLV. Er war dort der erste Moderator, der einen festen Sendeplatz erhielt, die Morgensendung von 6.15 Uhr bis 9.00 Uhr. Zur vollen Stunde spielte er dort stets die Bourrée aus Michael Praetorius’ Terpsichore ab, von der er Aufnahmen in 32 Versionen besaß. Als hervorragender Kenner von Schallplattenaufnahmen gab er jährlich bei seinem Sender den Guide Your Basic Classical Record Library heraus. 
Er war ein Sammler von Klavierrollen und besaß eine Duo-Art-Rolle, auf der George Gershwin den Klavierpart seiner Rhapsody in Blue spielte und organisierte, das Michael Tilson Thomas mit dem New York Philharmonic den Orchesterpart zu dieser Originalaufnahme einspielte. Mit Arthur Loesser und Gregor Benko gründete er die International Piano Archives, aus denen die International Piano Archives at Maryland (APAM) hervorgingen.